# Салідовка
Салі́довка (рос. Салидовка) — селище у складі Акбулацького району Оренбурзької області, Росія.

## Населення
Населення — 4 особи (2010; 15 у 2002).
Національний склад (станом на 2002 рік):
- казахи — 60 %